# Lindernia elata
Lindernia elata é uma espécie botânica do gênero Lindernia pertencente à família Linderniaceae.